# Lwówek
Lwówek este un oraș în Polonia.